# Hidalgo (šlechta)
Hidalgo (/ɪˈdælɡoʊ/, španělsky: [iˈðalɣo]) nebo fidalgo (portugalsky: [fiˈðalɣu], galicijsky: [fiˈðalɣʊ]) je člen španělské nebo portugalské šlechty; ženské podoby slova jsou hidalga, ve španělštině, a fidalga, v portugalštině a galicijštině. V průběhu času se ustálilo, že pod termín hidalgo byl zahrnut nižší šlechtic bez titulu (tedy ne baron, hrabě, vévoda atd.), který byl v minulosti osvobozen od placení daní a který hledal své uplatnění většinou ve vojenských službách.
Hidalgové mají svůj původ v dobách reconquisty. V desátém století se termín infanzón (tj. hidalgo) objevuje v astursko-leonských dokumentech jako synonymum pro španělské a středověké latinské výrazy caballero a miles (oba pojmy znamenají „rytíř“). Tito infanzoni byli vazaly ve službách velkých magnátů a církevních prelátů. V polovině dvanáctého století se řady hidalgů začaly uzavírat. Ve městech hraničících s územím ovládaným Maury začali hidalgové dominovat zdejší společnosti a politice, jelikož magnáti a preláti žili v bezpečném zázemí.

## Typy hidalgů
Hidalgos de sangre (tj. na základě krve – „Iure Sanguini“, tzn. že tito hidalgové byli od nepaměti vznešení). Hidalgo de sangre mohl na žádost získat soudní potvrzení o svém šlechtictví od Royal Chancillería z Valladolidu nebo Granady (Královská kancléřství), pokud mohl prokázat, že jeho šlechtictví bylo přijato místním šlechtickým sborem (Cuerpo de Nobleza). V tomto případě se výsledný právní dokument, který ověřuje jeho šlechtictví, nazývá „Carta ejecutoria de hidalguia“ (šlechtický patent).
Hidalgos de privilegio (tj. na základě královské výsady) a hidalgos de Real Provision (tj. na základě záslužných činů) získali šlechtictví od Jeho Veličenstva španělského krále, který je mohl udělit v postavení panovníka nebo v postavení ochránce/protektora vojenského bratrstva, jako je např. Noble Compañia de Ballesteros Hijosdalgo de San Felipe y Santiago.
Aby mohl být někdo považován za hidalga, musel doložit šlechtické předky (nejméně tři mužská pokolení), poté musel být hidalgem veřejně prohlášen (nejdříve se tak dělo královskou kanceláří – Royal Chancillería, viz výše, později převzaly tuto funkci „Cuerpy“, tj. šlechtické sbory té které provincie). Bez uznání a veřejného vyhlášení nemohl být dotyčný považován za hidalga. Tento postup byl uzákoněn v „Las partidas de Alfonso X“ a „Las leyes de Toro“ od r. 1505 a je platný a používaný neustále i v dnešní době.